# Championnat de France féminin de kin-ball 2010-2011
Pour le championnat 2010-2011, six équipes sont inscrites.
Le championnat a utilisé la formule 3 de 7. Les équipes s'affrontent sur des périodes de 7 minutes. Le vainqueur de trois périodes remporte le match et se verra attribuer 4 points, le second se verra attribuer 2 point (après prolongation s'il le faut) et le troisième n'aura qu'un point (zéro pour forfait).

## Clubs et équipes engagés
- Kin-ball Association Rennes
- SCO Kin-ball Angers (2 équipes)
  - Angers 1
  - Angers 2
- Junior Association de Quintin
- Ponts-de-Cé
- Nantes

## Classement
Vainqueur : SCO Kin-ball Angers 
| Place | Equipes     | Points | MJ | Première place | Seconde place | Troisième place | Nb Périodes |
| ----- | ----------- | ------ | -- | -------------- | ------------- | --------------- | ----------- |
| 1     | Angers 1    | 26     | 7  | 6              | 1             | 0               | 20          |
| 2     | Angers 2    | 21     | 7  | 4              | 2             | 1               | 13          |
| 3     | Rennes      | 18     | 7  | 2              | 5             | 0               | 13          |
| 4     | Quintin     | 14     | 7  | 2              | 1             | 4               | 8           |
| 5     | Nantes      | 11     | 7  | 0              | 4             | 3               | 3           |
| 6     | Ponts-de-Cé | 7      | 7  | 0              | 1             | 6               | 1           |